# Edward Kłosiński
Edward Stefan Kłosiński (Varsavia, 2 gennaio 1943 – Milanówek, 5 gennaio 2008) è stato un direttore della fotografia polacco.

## Biografie e carriera
Kłosiński completò gli studi alla Scuola Nazionale di Cinema di Łódź nel 1967. Il suo debutto sullo schermo avvenne nel 1972; nel 1973 lavorò per la prima volta con Krzysztof Zanussi . Andrzej Wajda lo assunse nel 1974 per il debutto del suo primo film, La terra promessa.
Grazie al suo lavoro con Wajda negli anni '70, Kłosiński è diventato uno dei più importanti direttori della fotografia polacchi, riscuotendo successo a livello internazionale. Oltre a quel film, ha lavorato anche come direttore delle luci per le produzioni teatrali di Wajda, Magda Umer, Andrzej Domalik e Krystyna Janda. In Germania ha lavorato regolarmente con Dieter Wedel. In seguito sposò Janda. L'ultimo film che ha girato prima della sua morte è stato Love Comes Lately del 2007.
Kłosiński è morto il 5 gennaio 2008 a Milanówek di cancro ai polmoni. È sepolto nel Cimitero Evangelico della Confessione di Augusta a Varsavia.

## Vita privata
Kłosiński sposò nel 1981 l'attrice Krystyna Janda ed ebbero due figli, Adam e Jędrzej Kłosiński.

## Filmografia parziale
- La vita come malattia fatale a sessualmente trasmessa, regia di Krzysztof Zanussi (2000)
- Chopin: desiderio d'amore, regia di Jerzy Antczak (2002)
- Supplemento, regia di Krzysztof Zanussi (2002)
- Persona non grata, regia di Krzysztof Zanussi (2005)
- Loves Comes Lately, regia di Jan Schütte (2007)

## Riconoscimenti
- Bayerischer Filmpreis 1999, migliore fotografia